# Civet
Civet (deutsch: Zibetkatze) ist eine Punkrock-Band aus Long Beach, Kalifornien.

## Geschichte
Die Band wurde 1999 gegründet. Obwohl schon fast zehn Jahre im Geschäft, brachte erst der Wechsel zum Punkrock-Primus Hellcat Records im Jahr 2008 den ersehnten Durchbruch. Mit ihrem Album Hell Hath No Fury gewannen die vier Damen internationale Aufmerksamkeit und waren mittlerweile auch in Deutschland auf Tournee.
Sie waren unter anderem mit Social Distortion, The Mighty Mighty Bosstones, Dropkick Murphys und The Pogues auf Tour.

## Stil
Sie selbst beschreiben ihren Stil als „femme fatale punk rock“. Von Kritikern wird er verglichen mit The Distillers, Bikini Kill, The Runaways und „Motörhead on rock’n’roll cocaine“. Civet selbst haben bei vielen Gelegenheiten betont, dass sie am meisten von The Runaways beeinflusst wurden.

## Diskografie

### EPs
- 2000: Beauty Kills

### Alben
- 2001: Grace Land (Princessmut)
- 2003: Civet (Callgirl)
- 2005: Massacre (Disaster)
- 2008: Hell Hath No Fury (Hellcat Records)
- 2011: Love and War (Hellcat Records)